# Campionati europei di tuffi 2019 - Piattaforma 10 metri sincro misti
La gara della piattaforma 10m sincro misto ai campionati europei di tuffi 2019 si è svolta il 9 agosto 2019, presso la Sport Arena Liko di Kiev. Vi hanno preso parte 5 coppie miste di atleti.

## Medaglie
| Posizione | Atleti                             | Paese         |
| --------- | ---------------------------------- | ------------- |
| Oro       | Ekaterina Beljaeva Viktor Minibaev | Russia        |
| Argento   | Eden Cheng Noah Williams           | Gran Bretagna |
| Bronzo    | Florian Fandler Christina Wassen   | Germania      |

## Risultati
| Pos. | Atleti                                    | Nazionalità   | Finale | Finale |
| Pos. | Atleti                                    | Nazionalità   | Punti  | Pos.   |
| ---- | ----------------------------------------- | ------------- | ------ | ------ |
|      | Ekaterina Beljaeva Viktor Minibaev        | Russia        | 320.70 | 1      |
|      | Eden Cheng Noah Williams                  | Gran Bretagna | 303.60 | 2      |
|      | Florian Fandler Christina Wassen          | Germania      | 287.76 | 3      |
| 4    | Noemi Batki Maicol Verzotto               | Italia        | 286.44 | 4      |
| 5    | Constantin Popovici Antonia-Mihaela Pavel | Romania       | 269.34 | 5      |